# 6805 Abstracta
6805 Abstracta è un asteroide della fascia principale. Scoperto nel 1960, presenta un'orbita caratterizzata da un semiasse maggiore pari a 3,1814239 UA e da un'eccentricità di 0,1614579, inclinata di 1,89429° rispetto all'eclittica.